# Shrirampur
Shrirampur (o Shri Rampur) è una città dell'India di 81.270 abitanti, situata nel distretto di Ahmednagar, nello stato federato del Maharashtra. In base al numero di abitanti la città rientra nella classe II (da 50.000 a 99.999 persone).

## Società

### Evoluzione demografica
Al censimento del 2001 la popolazione di Shrirampur assommava a 81.270 persone, delle quali 41.344 maschi e 39.926 femmine. I bambini di età inferiore o uguale ai sei anni assommavano a 10.432, dei quali 5.481 maschi e 4.951 femmine. Infine, coloro che erano in grado di saper almeno leggere e scrivere erano 58.887, dei quali 32.557 maschi e 26.330 femmine.